# Augustín Jambor
Augustín Jambor (24. srpna 1932 Potvorice – 1. srpna 2006) byl slovenský vodohospodářský inženýr, po sametové revoluci československý politik, poslanec Sněmovny lidu Federálního shromáždění za Kresťanskodemokratické hnutie, později za Slovenské kresťansko-demokratické hnutie.

## Biografie
Absolvoval gymnázium Nové Mesto nad Váhom a Stavební fakultu Slovenské vysoké školy technické v Bratislavě. V roce 1956 nastoupil jako vodohospodářský technik do podniku Správa vodných tokov Bratislava a později na Krajskou správu vodních toků v Žilině. V letech 1960-1966 byl zaměstnán v organizaci Dunaj – Váh Bratislava a pak přešel do Správy povodí Váhu v Piešťanech, kde pracoval až do roku 1990 na pozici vedoucího odboru provozu. Zabýval se řešením provozních otázek na vážské kaskádě a přispěl k vybudování vodohospodářského dispečinku povodí Váhu.
Byl aktivní i jako politik. Ve volbách roku 1990 zasedl za KDH do Sněmovny lidu (volební obvod Západoslovenský kraj). Na jaře 1992 přešel do poslaneckého klubu Slovenského křesťansko-demokratického hnutí. Ve Federálním shromáždění setrval do voleb roku 1992.
V letech 1990–1994 pracoval na slovenském ministerstvu lesního a vodního hospodářství v Bratislavě jako náměstek ministra pro oblast vodního hospodářství. V roce 1998 před odchodem do penze pracoval jako specialista pro podnik SVP, š. p. odštěpný závod Povodí Váhu Piešťany. Byl autorem četných odborných studií, účastnil se mezinárodní vědecké spolupráce a byl čestným členem organizace Slovenský priehradný výbor.
V krajských volbách na Slovensku v roce 2001 byl jistý Augustín Jambor kandidátem za formaci Kresťanská ľudová strana pro Trnavský kraj, ale nebyl zvolen.

## Dílo
- Jambor, Augustin a kol. 30 rokov prevádzky vodného diela Orava. Bratislava: Min. lesného a vodného hospodárstva SSR, 1984. 68 s.